# Polja
Polja este un oraș din comuna Mojkovac, Muntenegru. Conform datelor de la recensământul din 2003, orașul are 1506 de locuitori (la recensământul din 1991 erau 1508 de locuitori).

## Demografie
În orașul Polja locuiesc 1110 de persoane adulte, iar vârsta medie a populației este de 35,0 de ani (34,1 la bărbați și 36,0 la femei). În localitate sunt 428 de gospodării, iar numărul mediu de membri în gospodărie este de 3,52. Populația localității este foarte eterogenă.
|  |

| Demografie | Demografie | Demografie |
| An         | Locuitori  | Locuitori  |
| ---------- | ---------- | ---------- |
|            |            |            |
|            |            |            |
|            |            |            |
|            |            |            |
| 1948       | 964        |            |
| 1953       | 1074       |            |
| 1961       | 1220       |            |
| 1971       | 1376       |            |
| 1981       | 1546       |            |
| 1991       | 1508       | 1489       |
| 2003       | 1536       | 1506       |

| \| Componența etnică conform recensământului din 2003[2] \| Componența etnică conform recensământului din 2003[2] \| Componența etnică conform recensământului din 2003[2] \| Componența etnică conform recensământului din 2003[2] \| Componența etnică conform recensământului din 2003[2] \| \| ----------------------------------------------------- \| ----------------------------------------------------- \| ----------------------------------------------------- \| ----------------------------------------------------- \| ----------------------------------------------------- \| \| \| \| \| \| \| \| Muntenegreni \| Muntenegreni \| \| 977 \| 64,87% \| \| Sârbi \| Sârbi \| \| 468 \| 31,07% \| \| Croați \| Croați \| \| 2 \| 0,13% \| \| Albanezi \| Albanezi \| \| 1 \| 0,06% \| \| Iugoslavi \| Iugoslavi \| \| 1 \| 0,06% \| \| necunoscută \| necunoscută \| \| 2 \| 0,13% \| |              |  |     |        |
| Componența etnică conform recensământului din 2003 |              |  |     |        |
| |              |  |     |        |
| Muntenegreni | Muntenegreni |  | 977 | 64,87% |
| Sârbi | Sârbi        |  | 468 | 31,07% |
| Croați | Croați       |  | 2   | 0,13%  |
| Albanezi | Albanezi     |  | 1   | 0,06%  |
| Iugoslavi | Iugoslavi    |  | 1   | 0,06%  |
| necunoscută | necunoscută  |  | 2   | 0,13%  |